# Vicca

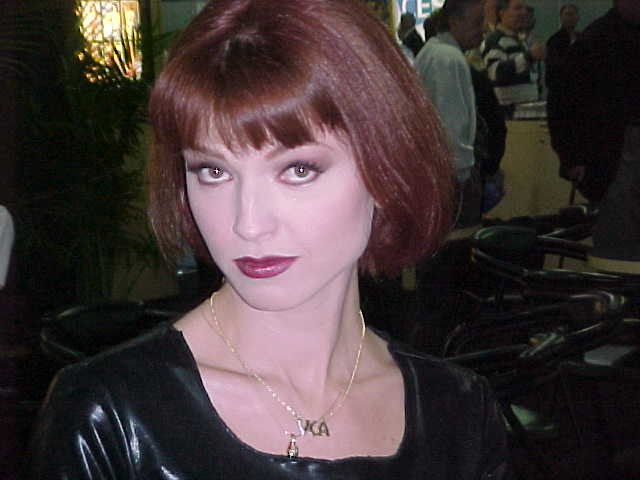
Vicca in Las Vegas (2000)

Vicca, eigentlich Wiktorija Kokorina russisch Виктория Кокорина (* 13. August 1974 in Moskau, Sowjetunion) ist ein russisches Fotomodell und Pornodarstellerin.

## Leben
Vicca begann bereits im Alter von 14 Jahren als Fotomodell für Mode zu arbeiten, während sie Physik, Mathematik und Fechten an einer Schule für Begabte studierte. Sie lernte vier Sprachen und wurde Mitglied der Organisation Mensa International. Nachdem sie den Schönheitswettbewerb „Miss Teen Moskau“ gewonnen hatte, verließ sie Moskau. Zunächst, um an einem sibirischen College Quantenoptik zu studieren. Allerdings entschied sie sich später für die Karriere als professionelles Fotomodell und dann als europäische Pornodarstellerin in Budapest. Sie kam 1996 nach Los Angeles, wo sie einen Vertrag bei der Produktionsgesellschaft VCA Pictures erhielt. Dies geschah, nachdem sie die Aufmerksamkeit des berühmten Regisseurs Michael Ninn mit dem Film The Coming of Nikita, einer 1994 gedrehten russisch-italienischen Produktion, mit dem Künstlernamen Victoria Queen geweckt hatte. Sie war auch als Fotomodell für Playboy in dem Video Playboy's Red Hot Redheads und dem Sender Playboy Channel TV tätig sowie für viele Männermagazine. Der Film Ritual, in dem sie mitspielte, gewann 2000 den Hot d’Or Award als „Best American Movie“. Sie spielte auch in New Wave Hookers: The Next Generation und The Devil in Miss Jones Teil 6, beide Filme wurden mit dem AVN Award als „Best Renting Movie“ in den Jahren 1998 und 2000 ausgezeichnet. Zudem ist sie in dem Science-Fiction-Pornofilm Vortex (1998) und in dem Film Dark Garden zu sehen.
Vicca drehte oft mit dem Fotomodell Nikita Gross zusammen, einer ehemaligen Miss Kirgisistan und russischen Pornodarstellerin. Sie trafen sich beide in Russland, wo sie als Fotomodelle für Mode arbeiteten. Sie hatten von 2000 bis 2002 zusammen eine Webseite.

## Auszeichnungen
- 1997 AVN Award „Best Solo Sex Scene“ im Film Diva von Michael Ninn
- 1998 Penthouse Pet Dezember 1998